# Hippaphesis punctata
Hippaphesis punctata là một loài bọ cánh cứng trong họ Cerambycidae.